# I Dreamed I Saw St. Augustine
I Dreamed I Saw St. Augustine – piosenka skomponowana przez Boba Dylana, nagrana przez niego w październiku i wydana na albumie John Wesley Harding w grudniu 1967 r.

## Historia i charakter utworu
Utwór „I Dreamed I Saw St. Augustine” został nagrany na sesji z 17 na 18 października 1967 r., podczas której zarejestrowano takie utwory, jak „Drifter’s Escape” i „The Ballad of Frankie Lee and Judas Priest”. Wszystkie te 3 utwory należą do najważniejszych na albumie i ustalają jego ton.
Jest to kolejna wysoce alegoryczna piosenka z albumu. Tematem jest mesjaniczne proroctwo oparte na historii katolicyzmu, postaci św. Augustyna z Hippony. Tym samym utwór ten może być komentarzem do roli Dylana we współczesnym społeczeństwie. Żeby więc nie wyjść na zadufanego i zapatrzonego „proroka” artysta sprowadza wszystko do poziomu snu, a snów nie należy rozpatrywać zbyt poważnie.
Pierwsze dwa wersy piosenki parafrazują hymn związków zawodowych „Joe Hill” autorstwa Earla Robinsona i Alfreda Hayesa, który został wydany w 1914 r. Zgodnie z wymową piosenki, wszelkie ideologie są anachronizmem i na pewno nie stanowią dogmatu. Wskazuje się też, iż jeśli Augustyn mógł być męczennikiem, biskupem i czczoną postacią religijną, oczywiście może stać się to również udziałem Dylana. Dwa początkowe wersy mogą więc zarówno zostać uznane za nieco postponujące obu, jak i za stawiające ich na piedestale, zależnie od punktu widzenia.
Dylana interesuje także proces przekształcania się grzesznika w świętego i dlatego zgłębia psychologię męczeństwa (a więc obu stron: męczenników i ich czcicieli).

## Wykonania koncertowe
1969
- 31 sierpnia 1969 – koncert w „Woodside Bay” w Near Ryde na wyspie Wight w Anglii (był to jego pierwszy pełny koncert od maja 1966 r., następny pełny koncert Dylana odbył się w styczniu 1974 r.)

1975
Rolling Thunder Revue (pocz. 30 października 1975)
- 4 listopada 1975 – koncerty w Civic Center w Providence, stan Rhode Island (koncerty wcześniejszy i późniejszy)
- 6 listopada 1975 – koncert w Civic Center w Springfield, Massachusetts (koncerty wcześniejszy i późniejszy)
- 9 listopada 1975  – koncert na University of New Hampshire w Durham, stan New Hampshire
- 11 listopada 1975 – koncert w Palace Theater w Waterbury, stan Connecticut
- 13 listopada 1975 – koncerty w Veterans Memorial Coliseum w New Haven, Connecticut (koncerty wcześniejszy i późniejszy)
- 15 listopada 1975 – koncert w Convention Center w Niagara Falls w stanie Nowy Jork (koncerty wcześniejszy oraz późniejszy)
- 17 listopada 1975 – koncert w War Memorial Coliseum w Rochester, stan Nowy Jork (koncert wcześniejszy)
- 21 listopada 1975 – koncert w Boston Music Hall w Bostonie, stan Massachustetts (koncerty wcześniejszy i późniejszy)
- 27 listopada 1975 – koncert w Municipal Auditorium w Bangor, Maine
- 29 listopada 1975 – koncert w Quebec City Coliseum w Quebecu, prowincja Quebec, Kanada
- 1 grudnia 1975 – koncert w Maple Leaf Gardens w Toronto, prowincja Ontario, Kanada
- 4 grudnia 1975 – koncert w Forum de Montréal w Montrealu, prowincja Quebec, Kanada
- 8 grudnia 1975 – koncert Night of the Hurricane w Madison Square Garden w Nowym Jorku

1976
Rolling Thunder Revue 2 (pocz. 18 kwietnia 1976)
- 22 kwietnia 1976 – koncert w Starlight Ballroom w Belleview Biltimore Hotel w Clearwater, stan Floryda (koncerty wcześniejszy)

1986
Tournée Prawdziwe wyznania (pocz. 5 lutego 1986)
2. Letnie tournée po USA (pocz. 9 czerwca 1986)
- 19 lipca 1986 – koncert w The Spectrum w Filadelfii, stan Pensylwania
- 20 lipca 1986 – koncert w The Spectrum w Filadelfii, stan Pensylwania
- 21 lipca 1986 – koncert w Meadowslands Brendan T. Byrne Sports Arena w East Rutherford, stan New Jersey

1987
Tournée Świątynie w płomieniach (pocz. 5 września 1987)
- 17 września 1987 – koncert w Treptower Festwiese w Berlinie Wschodnim, Niemcy
- 30 września 1987 – koncert w Olympiahalle w Monachium, Niemcy
- 4 października 1987 – koncert w Arena Civica w Mediolanie, Włochy
- 11 października 1987 – koncert w International Arena, National Exibition Centre pod Birmingham, Anglia

1988
Never Ending Tour (pocz. 7 czerwca 1988); wszystkie koncerty Dylana od tego momentu są częścią Never Ending Tour
Interstate 88 I
Część 1.: Letnie tournée po Kanadzie i USA
- 11 czerwca 1988 – koncert w Shoreline Amphitheatre, Mountain View, stan Kalifornia

1989
Część 5.: Letnie tournée po Ameryce Północnej (pocz. 1 lipca 1989)
- 3 lipca 1989 – koncert w Marcus Amphitheater w Milwaukee, stan Wisconsin

## Wersje innych artystów
- 1968: Joan Baez – Any Day Now (1998: Vanguard Sessions: Baez Sings Dylan)
- 1971: Incredible Broadside Brass Bed Band – The Great Grizzly Bear Hunt
- 1974: Julie Felix – Lightning
- 2005: Martyna Jakubowicz – Tylko Dylan